# Never Fear
Never Fear is een Amerikaanse dramafilm uit 1949 onder regie van Ida Lupino. Destijds werd de film in Nederland uitgebracht onder de titel Ik wil leven.

## Verhaal
De dansers Guy Richards en Carol Williams zijn verloofd. Ze staan allebei aan het begin van een veelbelovende carrière, wanneer er polio wordt vastgesteld bij Carol. Guy wil zijn verloofde terzijde staan, maar Carol geeft er de voorkeur aan om alleen achter te blijven. Haar vader neemt haar voor revalidatie mee naar een kuuroord. Daar maakt ze kennis met andere patiënten. Carol ontdekt dat ze alleen door kan gaan met haar leven door haar verdriet met anderen te delen.

## Rolverdeling
| Acteur           | Personage         |
| ---------------- | ----------------- |
| Sally Forrest    | Carol Williams    |
| Keefe Brasselle  | Guy Richards      |
| Hugh O'Brian     | Len Randall       |
| Eve Miller       | Phyllis Townsend  |
| Lawrence Dobkin  | Dokter Middleton  |
| Rita Lupino      | Josie             |
| Herb Butterfield | Walter Williams   |
| Kevin O'Morrison | Red Dawson        |
| Stanley Waxman   | Dokter Taylor     |
| Jerry Hausner    | Mijnheer Brownlee |
| John Franco      | Carlos            |